# Matías Rigoleto
Matías Rigoleto, vollständiger Name Matías Wolf Rigoleto Arévalo, (* 2. Juni 1995 in Montevideo) ist ein uruguayischer Fußballspieler.

## Karriere
Offensivakteur Rigoleto steht mindestens seit der Saison 2013/14 im Kader der Rampla Juniors. Dort kam er in jener Spielzeit zehnmal in der Segunda División zum Einsatz. Ein Tor erzielte er nicht. Sein Verein stieg am Saisonende in die Primera División auf. In der Saison 2014/15 wurde er einmal (kein Tor) in der höchsten uruguayischen Spielklasse eingesetzt. Nach dem Abstieg am Saisonende absolvierte er in der folgenden Zweitligaspielzeit 22 Ligaspiele und schoss neun Tore. Am Saisonende stand die unmittelbare Rückkehr seines Klubs in die Erstklassigkeit fest. In der Saison 2016 kam er zehnmal (kein Tor) in der Liga zum Einsatz. Während der laufenden Spielzeit 2017 wurde er bislang (Stand: 11. Februar 2017) einmal (kein Tor) in der Primera División eingesetzt.